# 조열문
조열문(중국어 정체자: 趙烈文, 병음: Zhao Liewen, 1832년 - 1894년)은 청나라 말기의 인물로 증국번의 참모로 있었다. 강소성 양호(현재의 창저우시 출신으로 자는 혜보(恵甫) 또는 위보(偉甫)이다.

## 생애
강소성 양호(현재의 창저우시의 명가 출신으로 조상 중 조신교는 강희 황제 시대에 호부상서를 지냈다. 젊어서 문명을 알려졌는데, 성시를 세 번 치뤘으나, 세 번 모두 낙제했다.
1855년 12월, 증국번이 남창(南昌)에서 태평천국군에 고전하고 있을 때, 고향 사람 주등호의 추천으로 조열문은 증국번의 막하에 들어갔다. 그날 장수진에 주둔하는 상군을 봤는데, “육군의 사기가 떨어져 있어, 의지할 수 있을지 불안하다”고 지적했다. 과연 얼마 후 장수진의 부대는 대패를 당했다.
1864년에 증국전이 태평천국의 수도의 천경(현재의 난징)을 함락시켰을 때, 그 현장에 있었던 조열문은 《능정거사일기》(能静居士日記)에 당시의 모습을 다음과 같이 기록하고, 상군의 학살을 고발했다.
| “ | ... 길가에 구르는 사망자는 10명 중 9명이 노인이다. 또한 유아도 장난으로 칼로 마구 살해 당해 노상에 방치되어 있다. 40세 이하의 여성은 한 명도 보이지 않고, 상처가 없는 노인은 없었고, 수십개의 칼자국 상처가 나 있었다. | ” |

조열문은 독특한 견해를 가지고 있었다. 1867년 6월 20일(그레고리력에서는 7월 21일), 증국번과의 대화에서 “청나라를 흔드는 재난이 일어나 지방은 분열되어 버리게 된다. 그런 사태가 50년 이내에 일어날 것”이라고 말했다. 증국번은 “황제 폐하에게 덕이 있으면 그런 것은 일어나지 않을 것”이라고 반박했지만, 조열문은 “청나라는 (이자성이 명나라를 멸망시킨 후 오삼계 안내로 산해관에 들어 와) 거뜬히 천하를 빼앗고, (양주와 가정 등) 각지에서 학살을 했다. 선악은 서로 보완하는 것이 아니므로, 후세의 군주의 덕은 믿을 만한 것이 아니다”라고 말했다. 즉 청나라의 정통성에 의문을 제기한 것이다.
저서로는 다음과 같은 것들이 있다.
- 《능정거사일기》(能静居士日記)
- 《조위보선생경신피난일기》(趙偉甫先生庚申避亂日記)
- 《낙화춘우소일기》(落花春雨巢日記)

## 같이 보기
- 천경공방전